# Alessandro Gamberini
Alessandro Gamberini (Bologna, 27 augustus 1981) is een Italiaanse voetballer die doorgaans als centrale verdediger speelt. Hij tekende in juli 2014 bij Chievo Verona, dat hem overnam van SSC Napoli. Gamberini maakte op 17 oktober 2007 zijn debuut de Italiaanse nationale ploeg, tegen Zuid-Afrika (2-0). Hij moest in dat duel na 63 minuten plaatsmaken voor collega-debutant Andrea Dossena. Door een blessure van Fabio Cannavaro werd hij opgenomen in de Italiaanse selectie voor Euro 2008.
1 Buffon ·
2 Panucci ·
3 Grosso ·
4 Chiellini ·
5 Gamberini ·
6 Barzagli ·
7 Del Piero  ·
8 Gattuso ·
9 Toni ·
10 De Rossi ·
11 Di Natale ·
12 Borriello ·
13 Ambrosini ·
14 Amelia ·
15 Quagliarella ·
16 Camoranesi ·
17 De Sanctis ·
18 Cassano ·
19 Zambrotta ·
20 Perrotta ·
21 Pirlo ·
22 Aquilani ·
23 Materazzi ·
Coach: Donadoni